# West Butte (Dakota del Sur)
West Butte es un territorio no organizado ubicado en el condado de Butte en el estado estadounidense de Dakota del Sur. En el Censo de 2010 tenía una población de 2686 habitantes y una densidad poblacional de 0,81 personas por km².

## Geografía
West Butte se encuentra ubicado en las coordenadas 44°55′2″N 103°45′6″O / 44.91722, -103.75167. Según la Oficina del Censo de los Estados Unidos, West Butte tiene una superficie total de 3299.48 km², de la cual 3266.4 km² corresponden a tierra firme y (1%) 33.07 km² es agua.

## Demografía
Según el censo de 2010, había 2686 personas residiendo en West Butte. La densidad de población era de 0,81 hab./km². De los 2686 habitantes, West Butte estaba compuesto por el 96.02% blancos, el 0% eran afroamericanos, el 1.27% eran amerindios, el 0.15% eran asiáticos, el 0% eran isleños del Pacífico, el 0.3% eran de otras razas y el 2.27% pertenecían a dos o más razas. Del total de la población el 1.53% eran hispanos o latinos de cualquier raza.